# دارالالحان

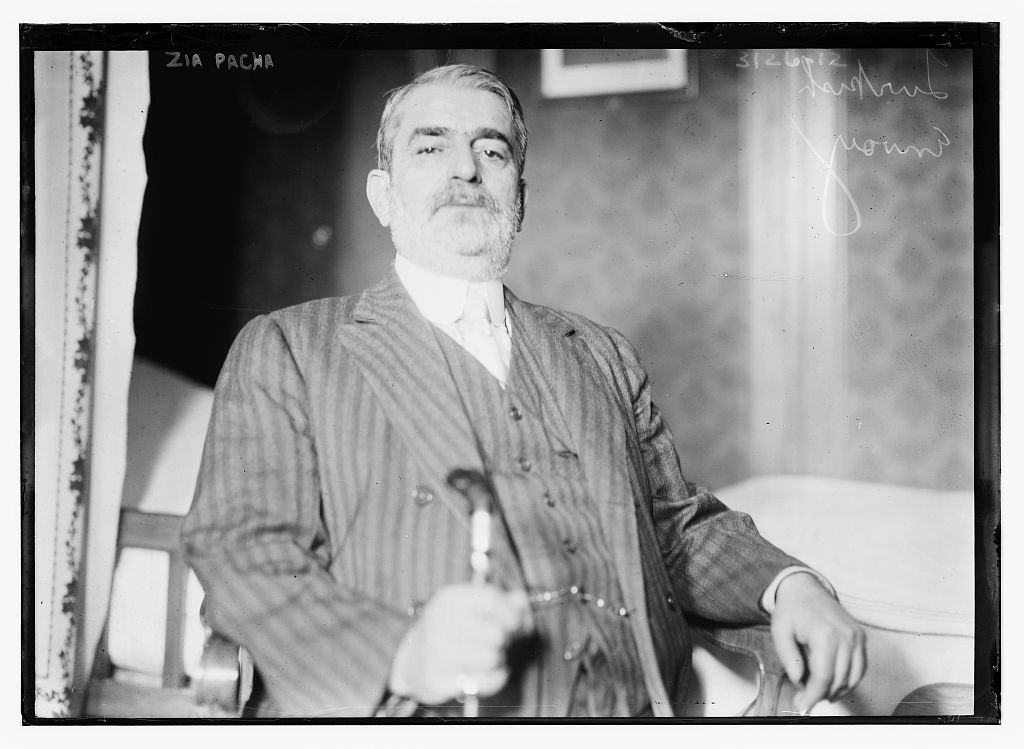
رئوف یکتا بی که یکی از بنیانگذاران این مؤسسه

دارالالحان نام یک مؤسسهٔ آموزش موسیقی در قسطنطنیه ترکیه بود. رئوف یکتا بی که یکی از بنیانگذاران این مؤسسه بود، اولین کسی بود که تئوری معاصر موسیقی ترکی را نوشت. از این رو دارالالحان در تحول تئوری موسیقی ترکی و حتی موسیقی مناطق مجاور نقشی مهم داشته‌است.
دانش‌آموختگان دارالالحان محدود به اهالی ترکیه نبودند. بسیاری از موسیقی‌دان‌ها سوریه برای آموزش موسیقی به ترکیه و به ویژه به دارالالحان می‌رفتند که از آن جمله می‌توان شیخ علی درویش، نوازندهٔ نی اهل سوریه را نام برد. بعد از تحولات موسیقی عربی که منجر به مطبوع‌سازی آن و استفاده از اعتدال مساوی برای تعریف فواصل ریزپرده‌ای در موسیقی عربی شد، برخی موسیقی‌دانان سوریه‌ای که متاثر از آموزش موسیقی ترکیه بودند کماکان از تعاریفی برای ریزپرده‌ها استفاده می‌کردند که با روش‌های مبتنی بر کمای هلدری مطابقت داشت.

## تاریخچه
دارالالحان در سال ۱۹۱۴ میلادی در بخش اروپایی استانبول امروزی برپا شد. در آن هم «موسیقی عثمانی» (موسیقی سنتی ترکی) آموزش داده می‌شد و هم موسیقی غربی. در سال ۱۹۲۳ شهرداری استانبول مالکیت دارالالحان را به دست گرفت و در سال ۱۹۲۶ نام آن را به «کنسرواتوار محلی استانبول» تغییر داد. نهایتاً در سال ۱۹۸۶، این کنسرواتوار به دانشگاه استانبول ملحق شد و نامش به «کنسرواتوار ملی» تغییر یافت.